# Campionati del mondo di atletica leggera 2009 - Marcia 50 km
La gara dei 50 km di marcia si è tenuta il 21 agosto 2009, con partenza alle 9:10 del mattino. Hanno partecipato 47 atleti.
La gara era stata inizialmente vinta dal russo Sergey Kirdyapkin con il tempo di 3'38"25; tuttavia, la medaglia è stata revocata per doping e assegnata al secondo classificato, il norvegese Trond Nymark. Argento e bronzo sono andati, rispettivamente, allo spagnolo Jesús Ángel García e al polacco Grzegorz Sudoł.

## Classifica finale
| Pos. | Atleta                    | Nazione     | Tempo        | Note                                     |
| ---- | ------------------------- | ----------- | ------------ | ---------------------------------------- |
| 1    | Trond Nymark              | Norvegia    | 3'41"16      | Record nazionale                         |
| 2    | Jesús Ángel García        | Spagna      | 3'41"37      | Miglior prestazione personale stagionale |
| 3    | Grzegorz Sudoł            | Polonia     | 3'42"34      | Miglior prestazione personale            |
| 4    | André Höhne               | Germania    | 3'43"19      | Miglior prestazione personale            |
| 5    | Luke Adams                | Australia   | 3'43"39      | Miglior prestazione personale            |
| 6    | Jared Tallent             | Australia   | 3'44"50      | Miglior prestazione personale stagionale |
| 7    | Marco De Luca             | Italia      | 3'46"31      | Miglior prestazione personale            |
| 8    | Jarkko Kinnunen           | Finlandia   | 3'47"36      | Miglior prestazione personale            |
| 9    | Matej Tóth                | Slovacchia  | 3'48"35      |                                          |
| 10   | Xu Faguang                | Cina        | 3'48"52      | Miglior prestazione personale            |
| 11   | Yohann Diniz              | Francia     | 3"49"03      |                                          |
| 12   | Jesús Sánchez             | Messico     | 3"50"55      | Miglior prestazione personale            |
| 13   | Donatas Škarnulis         | Lituania    | 3'50"56      | Miglior prestazione personale stagionale |
| 14   | Zhao Chengliang           | Cina        | 3'53"06      |                                          |
| 15   | Oleksiy Shelest           | Ucraina     | 3'54"03      | Miglior prestazione personale            |
| 16   | Tadas Šuškevicius         | Lituania    | 3"54"29      | Miglior prestazione personale            |
| 17   | Koichiro Morioka          | Giappone    | 3"56"21      |                                          |
| 18   | Horacio Nava              | Messico     | 3"56"26      | Miglior prestazione personale stagionale |
| 19   | Herve Davaux              | Francia     | 3"57"10      | Miglior prestazione personale            |
| 20   | Andreas Gustafsson        | Svezia      | 3"57"53      | Miglior prestazione personale            |
| 21   | Rafał Augustyn            | Polonia     | 3'58"30      |                                          |
| 22   | Augusto Cardoso           | Portogallo  | 3'59"10      | Miglior prestazione personale stagionale |
| 23   | Miloš Bátovský            | Slovacchia  | 3'59"39      |                                          |
| 24   | Li Lei                    | Cina        | 4"00"13      |                                          |
| 25   | Mikel Odriozola           | Spagna      | 4"00"54      |                                          |
| 26   | Cedric Houssaye           | Francia     | 4'02"44      | Miglior prestazione personale stagionale |
| 27   | Diego Cafagna             | Italia      | 4'08"04      |                                          |
| 28   | José Alejandro Cambil     | Spagna      | 4'13"14      |                                          |
| 29   | Mesías Zapata             | Ecuador     | 4'15"28      |                                          |
| 30   | Luis Fernando García      | Guatemala   | 4'18"13      | Miglior prestazione personale stagionale |
|      | Sergey Kirdyapkin         | Russia      | (3"38"35)    | squalificato per doping                  |
|      | Takayuki Tanii            | Giappone    | squalificato | squalificato                             |
|      | Yuki Yamazaki             | Giappone    | squalificato | squalificato                             |
|      | Omar Zepeda               | Messico     | squalificato | squalificato                             |
|      | Mário dos Santos          | Brasile     | ritirato     | ritirato                                 |
|      | Marco Benavides           | El Salvador | ritirato     | ritirato                                 |
|      | Konstadínos Stefanópoulos | Grecia      | ritirato     | ritirato                                 |
|      | Jamie Costin              | Irlanda     | ritirato     | ritirato                                 |
|      | Colin Griffin             | Irlanda     | ritirato     | ritirato                                 |
|      | Alex Schwazer             | Italia      | ritirato     | ritirato                                 |
|      | Ingus Janevics            | Lettonia    | ritirato     | ritirato                                 |
|      | Konstadínos Stefanópoulos | Grecia      | ritirato     | ritirato                                 |
|      | Erik Tysse                | Norvegia    | ritirato     | ritirato                                 |
|      | Rafał Fedaczyński         | Polonia     | ritirato     | ritirato                                 |
|      | António Pereira           | Portogallo  | ritirato     | ritirato                                 |
|      | Yuriy Andronov            | Russia      | ritirato     | ritirato                                 |
|      | Denis Nizhegorodov        | Russia      | ritirato     | ritirato                                 |
|      | Nenad Filipović           | Serbia      | ritirato     | ritirato                                 |